# كلل (خورموج)
كلل (بالفارسية: کلل) هي قرية تقع في إيران في قسم خورموج الريفي. يقدر عدد سكانها بـ 876 نسمة بحسب إحصاء 2016.